# Chelon
Las lisas del género Chelon son peces marinos de la familia mugílidos, distribuidos por la costa este del océano Atlántico y el mar Mediterráneo.

## Anatomía
Tienen el cuerpo alargado y las aletas dorsales típicas del orden, con una delantera con cuatro espinas y otra posterior de radios blandos. El tamaño máximo descrito está entre 15 cm para la lisa de Cabo Verde y unos 32 cm para el Muble.

## Hábitat
Son peces catádromos, que pueden encontrarse tanto en ríos y lagunas como en el mar en la época reproductora, alimentándose fundamentalmente de algas y diatomeas.

## Especies
Existen siete especies válidas en este género:
- Chelon bispinosus (Bowdich, 1825) - Lisa de Cabo Verde.
- Chelon labrosus (Risso, 1827) - Lisa o Muble.
- Chelon macrolepis (Smith, 1846) - Lisa godeya.
- Chelon melinopterus (Valenciennes, 1836) - Lisa otomebora.
- Chelon parsia (Hamilton, 1822) - Lisa mejilla-dorada.
- Chelon planiceps (Valenciennes, 1836)
- Chelon subviridis (Valenciennes, 1836) - Lisa lomo-verde.